# Helmut Marko

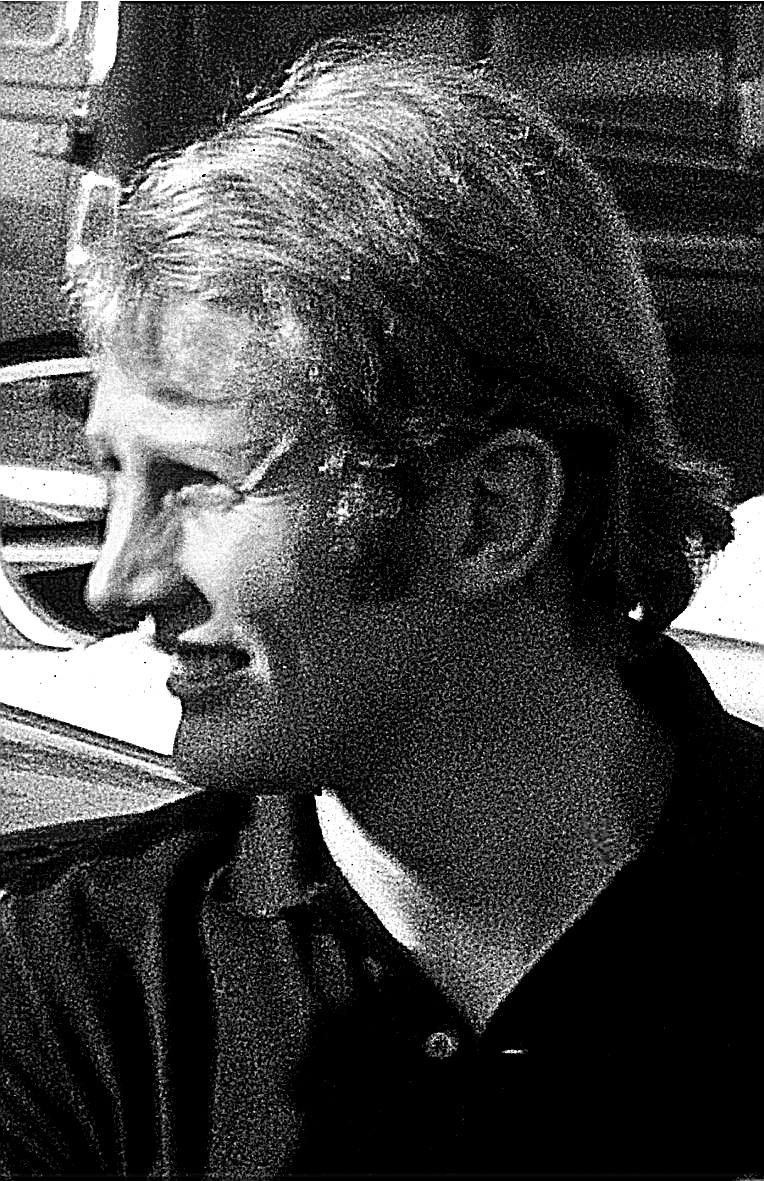
Dr. Helmut Marko v roce 1970

Helmut Marko (* 27. dubna 1943 Štýrský Hradec) je bývalý rakouský profesionální jezdec a současný poradce týmu Formule 1 Red Bull Racing a vedoucí programu rozvoje jezdců této stáje.

## Životopis
Marko se narodil v rakouském Štýrském Hradci a již od školních let se přátelil s Jochenem Rindtem, který se stal v roce 1970 mistrem světa Formule 1. Vystudoval práva a sám začal na automobilech závodit. Marko soutěžil v několika závodních sériích, včetně 10 závodů Grand Prix Formule 1 v letech 1971 a 1972, ale nezískal žádné body v mistrovství světa.
V prvním roce závodění (1968) se mu podařilo osmkrát zvítězit na Kaimanu ve formuli V. V roce 1969 se s vozem Chevrolet Camaro (osmiválcový vidlicový motor s rozvodem OHV, zdvihový objem 4997 cm³ o výkonu 294 kW/400 k) představil i na Mezinárodním čtyřhodinovém závodu cestovních automobilů (Grand Prix Brno) součásti Evropského poháru cestovních vozů. Až do svého odstoupení (z 2. místa v 17. kole) byl atrakcí závodu a udivoval rychlostí vozu, na cílové rovince Masarykova okruhu mu byla naměřena rychlost 268,8 km/h. V roce 1970 vyhrál čtyřikrát na BMW 1600 a také závod Marathon de la Route (86 hodin na Nürburgringu) s Porsche 914.
Největších úspěchů dosáhl ve vytrvalostních závodech. V roce 1971 vyhrál proslulý 24 hodin Le Mans, kde se za volantem Martini-Porsche 917K střídal s Holanďanem Gijsem van Lennepem. V tomto závodě spolu vytvořili rekord v ujetém počtu kilometrů (5333,313 km s rekordní, průměrnou rychlostí 222,304 km/h), který zůstal nepřekonán až do roku 2010. Změny dráhy totiž snížily průměrnou rychlost. V roce 1972 zajel v závodě Targa Florio dvě nejrychlejší kola dvaasedmdesátikilometrového sicilského horského okruhu, když během pouhých dvou kol dohnal dvouminutový náskok vedoucího jezdce a skončil druhý pouhých 17 sekund za vítězem. Jeho nejrychlejší kolo ve voze Alfa Romeo Tipo 33 bylo 33 minut 41 s, což znamenalo průměrnou rychlost 128,253 km/h.
Ve dvou sezonách (1971-72) startoval na BRM ve formuli 1, ale 2. července při Velké ceně Francie 1972, která se jela na okruhu v Clermont-Ferrandu, prorazil kámen odmrštěný marchem Ronnie Petersona sluneční clonu Markovy přilby, trvale oslepil jeho levé oko a tím ukončil jeho závodní kariéru.
V roce 1967 získal Helmut Marko titul doktor práv. Vlastní dva hotely ve Štýrském Hradci – Schlossberghotel a Augartenhotel. Několik let byl manažerem rakouských závodních jezdců Gerharda Bergera a Karla Wendlingera, načež v roce 1989 založil a provozoval závodní stáj RSM Marko, která do roku 1999 soutěžila ve Formuli 3 a v Mezinárodní formuli 3000. Od roku 1999 působí pod názvem Red Bull Junior Team. Od roku 1999 Marko rovněž dohlížel na program rozvoje jezdců týmu Red Bull, který nasměroval jezdce jako Sebastian Vettel, Daniel Ricciardo a Max Verstappen do Formule 1. V roce 2005 se stal poradcem týmu Formule 1 Red Bull Racing a od roku 2006 poskytoval rovněž poradenství týmu Formule 1 Scuderia Toro Rosso , který v letech 2020-2023 nesl název Scuderia AlphaTauri a od roku 2024 Visa Cash App RB.